# Následník (film)
Následník (originální francouzský název L'Héritier) je francouzsko-italské filmové drama režiséra Philippa Labra z roku 1973 s Jean-Paulem Belmondem v hlavní roli.

## Děj
Bart Cordell přichází po smrti svého otce do Francie převzít jeho ocelárské impérium svého. Ve Francii na něj čeká okruh starých otcových spolupracovníků, podivné informace o otcově smrti a nabídka ke koupi jeho nově nabytého dědictví zahraničními průmyslovými skupinami. Když odmítne, stane se obětí několika pokusů o vraždu. Postupně se dozvídá nová zjištění o otcově smrti a pokusí se zachránit svou manželku a syna, svého následníka, ale sám se nakonec stane obětí atentátu.

## Obsazení
| Jean-Paul Belmondo | Bart Cordell              |
| Carla Gravina      | Liza Rocquencourtová      |
| Jean Rochefort     | André Berthier            |
| Charles Denner     | David Loweinstein         |
| Jean Desailly      | Jean-Pierre Carnavan      |
| François Chaumette | Theron-Maillard           |
| Michel Beaune      | Frédéric Lambert          |
| Maurice Garrel     | Brayen, soukromý detektiv |
| Maureen Kerwin     | Lauren, dívka na telefon  |
| Jean Martin        | monsignore Schneider      |
| Marcel Cuvelier    | ministr                   |